# Grande Prêmio dos Estados Unidos de Motovelocidade
O Grande Prêmio dos Estados Unidos de MotoGP é um evento motociclístico que fez parte do mundial de MotoGP até 2013.
De 2005 a 2013 foi disputado no circuito de Laguna Seca, sendo disputada apenas pela categoria rainha, MotoGP já que as leis do Estado da Califórnia não permitiam corridas com motor a dois tempos.

## Vencedores do Grande Prêmio dos Estados Unidos
Em fundo vermelho indica que o GP não fez parte do campeonato de MotoGP.
| Ano  | Pista       | MotoGP          | Moto   | Resumo   |
| ---- | ----------- | --------------- | ------ | -------- |
| 2013 | Laguna Seca | Marc Márquez    | Honda  | Detalhes |
| 2012 | Laguna Seca | Casey Stoner    | Honda  | Detalhes |
| 2011 | Laguna Seca | Casey Stoner    | Honda  | Detalhes |
| 2010 | Laguna Seca | Jorge Lorenzo   | Yamaha | Detalhes |
| 2009 | Laguna Seca | Dani Pedrosa    | Honda  | Detalhes |
| 2008 | Laguna Seca | Valentino Rossi | Yamaha | Detalhes |
| 2007 | Laguna Seca | Casey Stoner    | Ducati | Detalhes |
| 2006 | Laguna Seca | Nicky Hayden    | Honda  | Detalhes |
| 2005 | Laguna Seca | Nicky Hayden    | Honda  | Detalhes |

| Ano  | Pista       | 50 cc         | 125 cc            | 250 cc          | 500 cc        | Resumo   |
| ---- | ----------- | ------------- | ----------------- | --------------- | ------------- | -------- |
| 1994 | Laguna Seca |               | Takeshi Tsujimura | Doriano Romboni | Luca Cadalora | Detalhes |
| 1993 | Laguna Seca |               | Dirk Raudies      | Loris Capirossi | John Kocinski | Detalhes |
| 1991 | Laguna Seca |               |                   | Luca Cadalora   | Wayne Rainey  | Detalhes |
| 1990 | Laguna Seca |               |                   | John Kocinski   | Wayne Rainey  | Detalhes |
| 1989 | Laguna Seca |               |                   | John Kocinski   | Wayne Rainey  | Detalhes |
| 1988 | Laguna Seca |               |                   | Jim Filice      | Eddie Lawson  | Detalhes |
| 1965 | Daytona     | Ernst Degner  | Hugh Anderson     | Phil Read       | Mike Hailwood | Detalhes |
| 1964 | Daytona     | Hugh Anderson | Hugh Anderson     | Alan Shepherd   | Mike Hailwood | Detalhes |
| 1963 | Daytona     | Mitsuoh Itoh  | Ernst Degner      | Fumio Ito       | Don Vesco     | Detalhes |